# Барселуш
Барселуш (порт. Barcelos; [bɐɾ'sɛluʃ ]) — город в Португалии, центр одноимённого муниципалитета в составе округа Брага. Находится в составе крупной городской агломерации Большое Минью. По старому административному делению входил в провинцию Минью. Входит в экономико-статистический субрегион Каваду, который входит в Северный регион. Численность населения — 20,6 тыс. жителей (город), 123,8 тыс. жителей (муниципалитет). Занимает площадь 378,70 км².

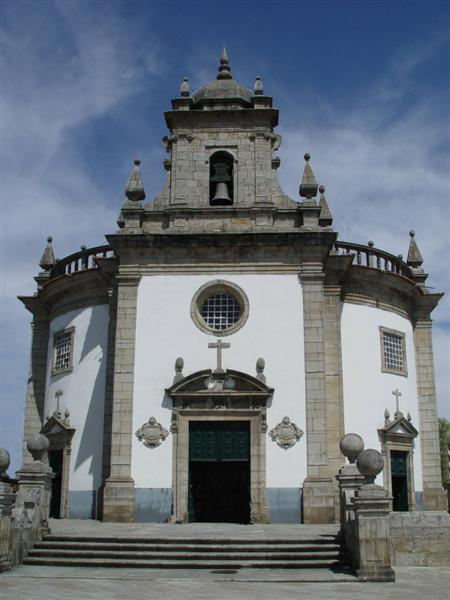

Праздник города — 3 мая.

## Расположение
Город расположен в 16 км на запад от административного центра округа города Вила-Реал.
Муниципалитет граничит:
- на севере — муниципалитеты Виана-ду-Каштелу, Понти-ди-Лима
- на востоке — муниципалитеты Вила-Верди, Брага
- на юго-востоке — муниципалитет Вила-Нова-ди-Фамаликан
- на юго-западе — муниципалитет Повуа-ди-Варзин
- на западе — муниципалитет Эшпозенди

## История
Город основан в 1140 году.
Барселос всегда был городом, населенным людьми, о чем свидетельствуют останки в различных частях Барселоса. Примерно в 1177 году Афонсу Энрикеш выдал Барселошу грамоту, а в 1227 году город стал привлекать все больше людей. В 1928 году Барселос был переведен в категорию города.

## Население
| Численность населения муниципалитета по годам | Численность населения муниципалитета по годам | Численность населения муниципалитета по годам | Численность населения муниципалитета по годам | Численность населения муниципалитета по годам | Численность населения муниципалитета по годам | Численность населения муниципалитета по годам | Численность населения муниципалитета по годам | Численность населения муниципалитета по годам |
| --------------------------------------------- | --------------------------------------------- | --------------------------------------------- | --------------------------------------------- | --------------------------------------------- | --------------------------------------------- | --------------------------------------------- | --------------------------------------------- | --------------------------------------------- |
| 1801                                          | 1849                                          | 1900                                          | 1930                                          | 1960                                          | 1981                                          | 1991                                          | 2001                                          | 2004                                          |
| 78 934                                        | 40 859                                        | 46 953                                        | 58 360                                        | 83 211                                        | 103 773                                       | 111 733                                       | 122 096                                       | 123 831                                       |

## Состав муниципалитета
В муниципалитет входят следующие районы:
| - Абаде-де-Нейва - Аборин - Адайнш - Агиар - Айро - Алдреу - Альейра - Алвелуш - Аркозелу - Арейяш - Арейяш-де-Вилар - Балугайнш - Барселиньюш - Барселуш - Баркейруш - Камбезеш - Кампу - Карапесуш - Каррейра - Карвальял - Карвальяш - Шаван - Шоренте | - Коссораду - Корел - Коту - Крейшомил - Криштелу - Дуррайнш - Энкорадуш - Фария - Фейтуш - Фонте-Коберта - Форнелуш - Фрагозу - Гамил - Жилмонде - Гриманселуш - Герал - Гоиуш - Игрежа-Нова - Лама - Лижо - Масиейра-де-Ратеш - Маньенте - Мариш | - Мартин - Мидойнш - Мильязеш - Миньотайнш - Монте-де-Фралайнш - Море - Негрейруш - Оливейра - Палме - Панке - Парадела - Педра-Фурада - Перейра - Перельял - Поза - Кинтиайнш - Ремелье - Рориш - Санта-Эужения-де-Риу-Кову - Санта-Эулалия-де-Риу-Кову - Санта-Леокадия-де-Тамел - Санта-Мария-де-Галегуш - Санту-Эштеван-де-Баштусу | - Секеаде - Силва - Силвейруш - Сан-Жуан-де-Баштусу - Сан-Мартинью-де-Алвиту - Сан-Мартинью-де-Галегуш - Сан-Мартинью-де-Вила-Фрешкаинья - Сан-Педру-де-Алвиту - Сан-Педру-де-Финш-де-Тамел - Сан-Педру-де-Вила-Фрешкаинья - Сан-Вериссиму-де-Тамел - Трегоза - Уша - Виатодуш - Вила-Боа - Вила-Кова - Вила-Сека - Вилар-де-Фигуш - Вилар-ду-Монте - Варзеа |

## См. также

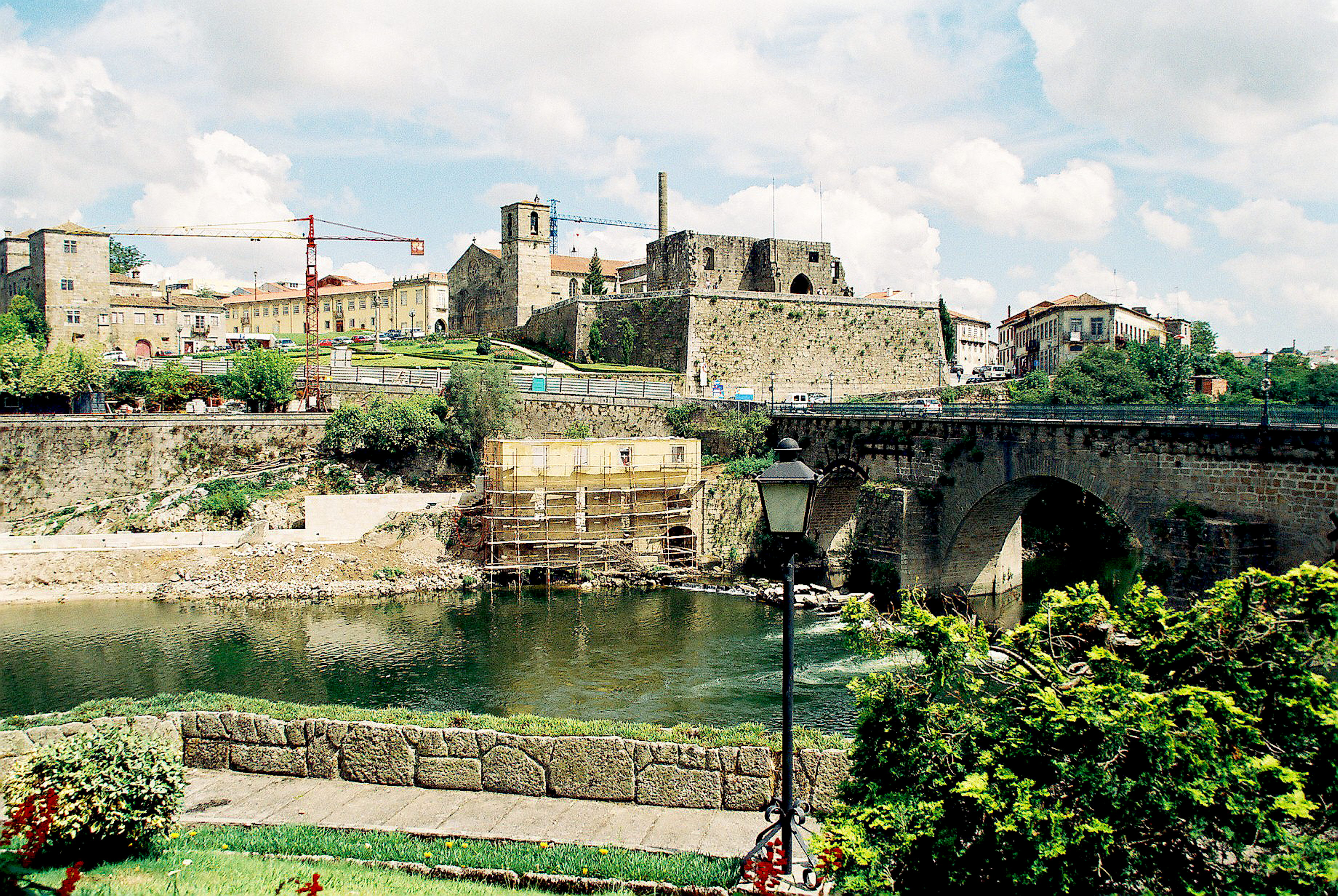

## Города-побратимы
- Эль-Джадида, Марокко
- Понтеведра, Испания
- Ресифи, Бразилия
- Сан-Домингуш[фр.], Кабо-Верде
- Свиштов, Болгария
- Вьерзон, Франция